# 코미디에 빠지다
《코미디에 빠지다》는 MBC TV에서 2012년 10월 12일부터 2014년 4월 6일까지 방송되었던 공개 코미디 프로그램이었다.
한편, 제작진의 삼고초려 끝에 박명수 영입에 성공했으나 제작비 부족 탓인지 시청자의 시선을 끌 만한 스타급 연예인의 영입이 쉽지 않았던 데다 늦은 심야 시간대가 발목을 잡는 등 열악한 환경 탓인지 큰 인기를 불러일으키지 못하고 막을 내렸다.

## 방송 시간
| 방송 채널 | 방송 기간                          | 방송 시간                |
| --------- | ---------------------------------- | ------------------------ |
| MBC TV    | 2012년 10월 12일 ~ 2012년 11월 2일 | 매주 금요일 밤 12시 20분 |
| MBC TV    | 2012년 11월 9일 ~ 2013년 3월 15일  | 매주 금요일 밤 11시 25분 |
| MBC TV    | 2013년 3월 24일 ~ 2014년 4월 6일   | 매주 일요일 밤 12시      |

## 출연자
- 춘자 (가수)
- 박명수
- 이윤석
- 김경식
- 고명환
- 고정호
- 손헌수
- 박재석
- 조해욱
- 김완기
- 박근백
- 홍가람
- 조승제
- 류경진
- 김두영
- 오정태
- 김철민
- 김주연
- 이문원
- 조현민
- 황제성
- 정이랑
- 권영기
- 최설아
- 유상엽
- 이지수
- 최재호
- 김보규
- 김병준
- 이명훈
- 도대웅
- 김용재
- 박현정
- 김현주
- 권형준
- 오지환
- 이성배
- 김정구
- 허민행
- 김예슬
- 김마주

## 시청률

### 2012년 시청률
아래의 파란색 숫자는 '최저 시청률'이고, 빨간색 숫자는 '최고 시청률' 입니다. 지역별로 시청률에 차이가 있을 수 있습니다.
| - AGB 닐슨 미디어리서치 \| 회차 \| 방송 일자 \| 전국 시청률(증감치) \| \| ---- \| ---------------- \| ------------------- \| \| 1 \| 2012년 10월 12일 \| 2.1% \| \| 2 \| 2012년 10월 19일 \| 2.8%(+0.7) \| \| 3 \| 2012년 10월 26일 \| 2.0%(-0.8) \| \| 4 \| 2012년 11월 2일 \| 1.9%(-0.1) \| \| 5 \| 2012년 11월 9일 \| 2.9%(+1.0) \| \| 6 \| 2012년 11월 16일 \| 3.5%(+0.6) \| \| 7 \| 2012년 11월 23일 \| 3.1%(-0.4) \| \| 8 \| 2012년 11월 30일 \| 2.7%(-0.4) \| \| 9 \| 2012년 12월 7일 \| 3.2%(+0.5) \| \| 10 \| 2012년 12월 14일 \| 3.9%(+0.7) \| \| 11 \| 2012년 12월 21일 \| 4.2%(+0.3) \| \| 12 \| 2012년 12월 28일 \| 4.5%(+0.3) \| |                  |                     |
| 회차 | 방송 일자        | 전국 시청률(증감치) |
| 1 | 2012년 10월 12일 | 2.1%                |
| 2 | 2012년 10월 19일 | 2.8%(+0.7)          |
| 3 | 2012년 10월 26일 | 2.0%(-0.8)          |
| 4 | 2012년 11월 2일  | 1.9%(-0.1)          |
| 5 | 2012년 11월 9일  | 2.9%(+1.0)          |
| 6 | 2012년 11월 16일 | 3.5%(+0.6)          |
| 7 | 2012년 11월 23일 | 3.1%(-0.4)          |
| 8 | 2012년 11월 30일 | 2.7%(-0.4)          |
| 9 | 2012년 12월 7일  | 3.2%(+0.5)          |
| 10 | 2012년 12월 14일 | 3.9%(+0.7)          |
| 11 | 2012년 12월 21일 | 4.2%(+0.3)          |
| 12 | 2012년 12월 28일 | 4.5%(+0.3)          |

### 2013년 시청률
| - AGB 닐슨 미디어리서치 \| 13 \| 2013년 1월 11일 \| 4.8%(+0.3) \| \| 14 \| 2013년 1월 18일 \| 4.4%(-0.4) \| \| 15 \| 2013년 2월 1일 \| 2.5%(-1.9) \| \| 16 \| 2013년 2월 8일 \| 3.3%(+0.8) \| \| 17 \| 2013년 2월 15일 \| 2.8%(-0.5) \| \| 18 \| 2013년 2월 22일 \| 3.4%(+0.6) \| \| 19 \| 2013년 3월 1일 \| 3.2%(-0.2) \| \| 20 \| 2013년 3월 8일 \| 3.6%(+0.4) \| \| 21 \| 2013년 3월 15일 \| 3.2%(-0.4) \| \| 2013년 3월 24일, 일요일 밤 12시 정규 편성 \| \| \| \| 22 \| 2013년 3월 24일 \| 2.6%(-0.6) \| \| 23 \| 2013년 3월 31일 \| 2.2%(-0.4) \| \| 24 \| 2013년 4월 7일 \| 3.1%(+0.9) \| \| 25 \| 2013년 4월 14일 \| 2.8%(-0.3) \| \| 26 \| 2013년 4월 21일 \| 2.5%(-0.3) \| \| 27 \| 2013년 4월 28일 \| 2.2%(-0.3) \| \| 28 \| 2013년 5월 12일 \| 2.6%(+0.4) \| \| 29 \| 2013년 5월 26일 \| 3.5%(+0.9) \| \| 30 \| 2013년 6월 2일 \| 2.3%(-1.2) \| \| 31 \| 2013년 6월 9일 \| 2.5%(+0.2) \| \| 32 \| 2013년 6월 16일 \| 3.0%(+0.5) \| \| 33 \| 2013년 6월 23일 \| 3.1%(+0.1) \| \| 34 \| 2013년 6월 30일 \| 2.9%(-0.2) \| \| 35 \| 2013년 7월 14일 \| 2.7%(-0.2) \| \| 36 \| 2013년 7월 21일 \| 3.1%(+0.4) \| \| 37 \| 2013년 7월 28일 \| 2.5%(-0.6) \| \| 38 \| 2013년 8월 4일 \| 2.1%(-0.4) \| \| 39 \| 2013년 8월 11일 \| 3.1%(+1.0) \| \| 40 \| 2013년 8월 18일 \| 2.4%(-0.7) \| \| 41 \| 2013년 8월 25일 \| 2.2%(-0.2) \| \| 42 \| 2013년 9월 1일 \| 2.5%(+0.3) \| \| 43 \| 2013년 9월 8일 \| 2.3%(-0.2) \| \| 44 \| 2013년 9월 22일 \| 2.5%(+0.2) \| \| 45 \| 2013년 9월 29일 \| 2.4%(-0.1) \| \| 46 \| 2013년 10월 6일 \| 2.2%(-0.2) \| \| 47 \| 2013년 10월 13일 \| 2.0%(-0.2) \| \| 48 \| 2013년 10월 20일 \| 1.8%(-0.2) \| \| 49 \| 2013년 10월 27일 \| 1.9%(+0.1) \| \| 50 \| 2013년 11월 3일 \| 1.6%(-0.3) \| \| 51 \| 2013년 11월 10일 \| 1.4%(-0.2) \| \| 52 \| 2013년 11월 17일 \| 1.2%(-0.2) \| \| 53 \| 2013년 11월 24일 \| 1.4%(+0.2) \| \| 54 \| 2013년 12월 1일 \| 1.8%(+0.4) \| \| 55 \| 2013년 12월 8일 \| 2.1%(+0.3) \| \| 56 \| 2013년 12월 15일 \| 2.1%(0) \| \| 57 \| 2013년 12월 22일 \| 2.3%(+0.2) \| |                  |                     |
| 회차 | 방송 일자        | 전국 시청률(증감치) |
| 13 | 2013년 1월 11일  | 4.8%(+0.3)          |
| 14 | 2013년 1월 18일  | 4.4%(-0.4)          |
| 15 | 2013년 2월 1일   | 2.5%(-1.9)          |
| 16 | 2013년 2월 8일   | 3.3%(+0.8)          |
| 17 | 2013년 2월 15일  | 2.8%(-0.5)          |
| 18 | 2013년 2월 22일  | 3.4%(+0.6)          |
| 19 | 2013년 3월 1일   | 3.2%(-0.2)          |
| 20 | 2013년 3월 8일   | 3.6%(+0.4)          |
| 21 | 2013년 3월 15일  | 3.2%(-0.4)          |
| 2013년 3월 24일, 일요일 밤 12시 정규 편성 |                  |                     |
| 22 | 2013년 3월 24일  | 2.6%(-0.6)          |
| 23 | 2013년 3월 31일  | 2.2%(-0.4)          |
| 24 | 2013년 4월 7일   | 3.1%(+0.9)          |
| 25 | 2013년 4월 14일  | 2.8%(-0.3)          |
| 26 | 2013년 4월 21일  | 2.5%(-0.3)          |
| 27 | 2013년 4월 28일  | 2.2%(-0.3)          |
| 28 | 2013년 5월 12일  | 2.6%(+0.4)          |
| 29 | 2013년 5월 26일  | 3.5%(+0.9)          |
| 30 | 2013년 6월 2일   | 2.3%(-1.2)          |
| 31 | 2013년 6월 9일   | 2.5%(+0.2)          |
| 32 | 2013년 6월 16일  | 3.0%(+0.5)          |
| 33 | 2013년 6월 23일  | 3.1%(+0.1)          |
| 34 | 2013년 6월 30일  | 2.9%(-0.2)          |
| 35 | 2013년 7월 14일  | 2.7%(-0.2)          |
| 36 | 2013년 7월 21일  | 3.1%(+0.4)          |
| 37 | 2013년 7월 28일  | 2.5%(-0.6)          |
| 38 | 2013년 8월 4일   | 2.1%(-0.4)          |
| 39 | 2013년 8월 11일  | 3.1%(+1.0)          |
| 40 | 2013년 8월 18일  | 2.4%(-0.7)          |
| 41 | 2013년 8월 25일  | 2.2%(-0.2)          |
| 42 | 2013년 9월 1일   | 2.5%(+0.3)          |
| 43 | 2013년 9월 8일   | 2.3%(-0.2)          |
| 44 | 2013년 9월 22일  | 2.5%(+0.2)          |
| 45 | 2013년 9월 29일  | 2.4%(-0.1)          |
| 46 | 2013년 10월 6일  | 2.2%(-0.2)          |
| 47 | 2013년 10월 13일 | 2.0%(-0.2)          |
| 48 | 2013년 10월 20일 | 1.8%(-0.2)          |
| 49 | 2013년 10월 27일 | 1.9%(+0.1)          |
| 50 | 2013년 11월 3일  | 1.6%(-0.3)          |
| 51 | 2013년 11월 10일 | 1.4%(-0.2)          |
| 52 | 2013년 11월 17일 | 1.2%(-0.2)          |
| 53 | 2013년 11월 24일 | 1.4%(+0.2)          |
| 54 | 2013년 12월 1일  | 1.8%(+0.4)          |
| 55 | 2013년 12월 8일  | 2.1%(+0.3)          |
| 56 | 2013년 12월 15일 | 2.1%(0)             |
| 57 | 2013년 12월 22일 | 2.3%(+0.2)          |

### 2014년 시청률
| - AGB 닐슨 미디어리서치 \| 회차 \| 방송 일자 \| 전국 시청률(증감치) \| \| ---- \| --------------- \| ------------------- \| \| 58 \| 2014년 1월 5일 \| 3.5%(+1.2) \| \| 59 \| 2014년 1월 12일 \| 2.7%(-0.8) \| \| 60 \| 2014년 1월 19일 \| 2.7%(0) \| \| 61 \| 2014년 1월 26일 \| 3.5%(+0.8) \| \| 62 \| 2014년 3월 2일 \| 2.2%(-1.3) \| \| 63 \| 2014년 3월 9일 \| 2.5%(+0.3) \| \| 64 \| 2014년 3월 16일 \| 2.1%(-0.4) \| \| 65 \| 2014년 3월 23일 \| 3.2%(+1.1) \| \| 66 \| 2014년 3월 30일 \| 2.8%(-0.4) \| \| 67 \| 2014년 4월 6일 \| 2.1%(-0.7) \| |                 |                     |
| 회차 | 방송 일자       | 전국 시청률(증감치) |
| 58 | 2014년 1월 5일  | 3.5%(+1.2)          |
| 59 | 2014년 1월 12일 | 2.7%(-0.8)          |
| 60 | 2014년 1월 19일 | 2.7%(0)             |
| 61 | 2014년 1월 26일 | 3.5%(+0.8)          |
| 62 | 2014년 3월 2일  | 2.2%(-1.3)          |
| 63 | 2014년 3월 9일  | 2.5%(+0.3)          |
| 64 | 2014년 3월 16일 | 2.1%(-0.4)          |
| 65 | 2014년 3월 23일 | 3.2%(+1.1)          |
| 66 | 2014년 3월 30일 | 2.8%(-0.4)          |
| 67 | 2014년 4월 6일  | 2.1%(-0.7)          |

## 타이틀 변천사
| 기수 | 프로그램 타이틀 | 방송 기간                         |
| ---- | --------------- | --------------------------------- |
| 1기  | 개그야          | 2006년 2월 16일 ~ 2009년 9월 27일 |
| 2기  | 코미디에 빠지다 | 2012년 10월 12일 ~ 2014년 4월 6일 |

## 일부 지역 자체 방송
- 아래를 제외한 나머지는 자체없이 그대로 나온다.
- 춘천문화방송, 대전문화방송, 청주문화방송, 대구문화방송, 부산문화방송, 전주문화방송, 제주문화방송 - 미국드라마 먼데이 모닝스

## 경쟁 프로그램
- 개그콘서트 (KBS 2TV)
- 웃음을 찾는 사람들 (SBS TV)